# Deportes ecuestres en los Juegos Olímpicos de Londres 2012 – Salto individual
El evento de salto individual de hípica en los Juegos Olímpicos de Londres 2012 tuvo lugar entre el 4 al 8 de agosto en Greenwich Park.

## Horario
Todos los horarios están en Tiempo Británico (UTC+1)
| Fecha                          | Tiempo | Ronda           |
| ------------------------------ | ------ | --------------- |
| Sábado, 4 de agosto de 2012    | 10:30  | Clasificación 1 |
| Domingo, 5 de agosto de 2012   | 11:00  | Clasificación 2 |
| Lunes, 6 de agosto de 2012     | 14:00  | Clasificación 3 |
| Miércoles, 8 de agosto de 2012 | 12:00  | Final A y B     |

## Resultados

### Ronda de calificación

#### Ronda 1
La primera Ronda clasificatoria fue una carrera en un curso relativamente fácil con una longitud de 510 m y un tiempo permitido de 1:22.
|       | Jinete                                     | Caballo                   | Penalidades  | Penalidades  | Total Penalidades |
| Salto | Jinete                                     | Caballo                   | Tiempo       |              | Total Penalidades |
| ----- | ------------------------------------------ | ------------------------- | ------------ | ------------ | ----------------- |
| 1     | Jur Vrieling (NED)                         | Bubalu                    | 0            | 0            | 0                 |
| 1     | Álvaro Alfonso de Miranda Neto (BRA)       | Rahmannshof's Bogen       | 0            | 0            | 0                 |
| 1     | Nick Skelton (GBR)                         | Big Star                  | 0            | 0            | 0                 |
| 1     | Simon Delestre (FRA)                       | Napoli du Ry              | 0            | 0            | 0                 |
| 1     | Cassio Rivetti (UKR)                       | Temple Road               | 0            | 0            | 0                 |
| 1     | Jens Fredricson (SWE)                      | Lunatic                   | 0            | 0            | 0                 |
| 1     | Daniel Bluman (COL)                        | Sancha La Silla           | 0            | 0            | 0                 |
| 1     | Steve Guerdat (SUI)                        | Nino des Buissonets       | 0            | 0            | 0                 |
| 1     | McLain Ward (USA)                          | Antares                   | 0            | 0            | 0                 |
| 1     | Philippe Le Jeune (BEL)                    | Vigo d’Arsouilles         | 0            | 0            | 0                 |
| 1     | Maikel Van Der Vleuten (NED)               | Verdi                     | 0            | 0            | 0                 |
| 1     | HRH Prince Abdullah Al Saud (KSA)          | Davos                     | 0            | 0            | 0                 |
| 1     | Ben Maher (GBR)                            | Tripple X                 | 0            | 0            | 0                 |
| 1     | Janne Friederike Meyer (GER)               | Lambrasco                 | 0            | 0            | 0                 |
| 1     | Alberto Michan Halbinger (MEX)             | Rosalia La Silla          | 0            | 0            | 0                 |
| 1     | Paul Estermann (SUI)                       | Castlefield Eclipse       | 0            | 0            | 0                 |
| 1     | Julia Hargreaves (AUS)                     | Vedor                     | 0            | 0            | 0                 |
| 1     | Marc Houtzager (NED)                       | Tamino                    | 0            | 0            | 0                 |
| 1     | Jose Roberto Reynoso Fernández Filho (BRA) | Maestro St Lois           | 0            | 0            | 0                 |
| 1     | Eric Lamaze (CAN)                          | Derly Chin de Muze        | 0            | 0            | 0                 |
| 1     | Kevin Staut (FRA)                          | Silvana                   | 0            | 0            | 0                 |
| 1     | Henrik von Eckermann (SWE)                 | Allerdings                | 0            | 0            | 0                 |
| 1     | Meredith Michaels-Beerbaum (GER)           | Bella Donna               | 0            | 0            | 0                 |
| 1     | Werner Muff (SUI)                          | Kiamon                    | 0            | 0            | 0                 |
| 1     | Edwina Tops-Alexander (AUS)                | Itot du Chateau           | 0            | 0            | 0                 |
| 1     | Richard Fellers (USA)                      | Flexible                  | 0            | 0            | 0                 |
| 1     | Dirk Demeersman (BEL)                      | Bufero van Het Panishof   | 0            | 0            | 0                 |
| 1     | Gerco Schroder (NED)                       | London                    | 0            | 0            | 0                 |
| 1     | Taizo Sugitani (JPN)                       | Avenzio                   | 0            | 0            | 0                 |
| 1     | Rolf-Göran Bengtsson (SWE)                 | Casall                    | 0            | 0            | 0                 |
| 1     | Cian O'Connor (IRL)                        | Blue Loyd 12              | 0            | 0            | 0                 |
| 1     | Jos Lansink (BEL)                          | Valentina Van 't Heike    | 0            | 0            | 0                 |
| 33    | Kamal Bahamdan (KSA)                       | Delphi                    | 0            | 1            | 1                 |
| 33    | Marcus Ehning (GER)                        | Plot Blue                 | 0            | 1            | 1                 |
| 33    | Jillian Terceira (BER)                     | Bernadien van Westuur     | 0            | 1            | 1                 |
| 33    | Penelope Leprevost (FRA)                   | Mylord Carthago           | 0            | 1            | 1                 |
| 33    | Rodrigo Diaz (COL)                         | Royal Vinckenburg         | 0            | 1            | 1                 |
| 33    | Reed Kessler (USA)                         | Cylana                    | 0            | 1            | 1                 |
| 33    | Ahmad Saber Hamcho (SYR)                   | Wonderboy                 | 0            | 1            | 1                 |
| 33    | Rodrigo Pessoa (BRA)                       | Rebozo                    | 0            | 1            | 1                 |
| 41    | Ramzy Al Duhami (KSA)                      | Bayard van de Villa There | 0            | 2            | 2                 |
| 42    | Nicolas Pizarro (MEX)                      | Crossing Jordan           | 4            | 0            | 4                 |
| 42    | Gregory Wathelet (BEL)                     | Cadjanne Z                | 4            | 0            | 4                 |
| 42    | Billy Twomey (IRL)                         | Tinka’s Serenade          | 4            | 0            | 4                 |
| 42    | Scott Brash (GBR)                          | Hello Sanctos             | 4            | 0            | 4                 |
| 42    | Bjorn Nagel (UKR)                          | Niack de l’Abbaye         | 4            | 0            | 4                 |
| 42    | Ian Millar (CAN)                           | Star Power                | 4            | 0            | 4                 |
| 42    | José Maria Larocca (ARG)                   | Royal Power               | 4            | 0            | 4                 |
| 42    | Olivier Guillon (FRA)                      | Lord de Theize            | 4            | 0            | 4                 |
| 42    | Katharina Offel (UKR)                      | Vivant                    | 4            | 0            | 4                 |
| 42    | Carlos Milthaler (CHI)                     | Hyo Altanero              | 4            | 0            | 4                 |
| 42    | James Paterson-Robinson (AUS)              | Lanosso                   | 4            | 0            | 4                 |
| 53    | Jill Henselwood (CAN)                      | George                    | 4            | 1            | 5                 |
| 53    | Jamal Rahimov (AZE)                        | Warrior                   | 4            | 1            | 5                 |
| 53    | Karim El Zoghby (EGY)                      | Wervel Wind               | 4            | 1            | 5                 |
| 53    | Rodrigo Carrasco (CHI)                     | Or de la Charboniere      | 4            | 1            | 5                 |
| 53    | Federico Fernández (MEX)                   | Victoria                  | 4            | 1            | 5                 |
| 58    | Tomas Couve Correa (CHI)                   | Underwraps                | 4            | 2            | 6                 |
| 58    | Abdullah Waleed Sharbatly (KSA)            | Sultan                    | 4            | 2            | 6                 |
| 60    | Samuel Parot (CHI)                         | Al Calypso                | 8            | 0            | 8                 |
| 60    | Tiffany Foster (CAN)                       | Victor                    | 8            | 0            | 8                 |
| 60    | Luciana Diniz (POR)                        | Lennox                    | 8            | 0            | 8                 |
| 60    | Pius Schwizer (SUI)                        | Carlina IV                | 8            | 0            | 8                 |
| 64    | Alejandro Madorno (ARG)                    | Milano de Flore           | 8            | 1            | 9                 |
| 65    | Peter Charles (GBR)                        | Vindicat                  | 8            | 2            | 10                |
| 65    | Vladimir Tuganov (RUS)                     | Lancero                   | 8            | 2            | 10                |
| 67    | Ibrahim Hani Bisharat (JOR)                | Vrieda O                  | 12           | 0            | 12                |
| 67    | Jaime Azcarraga (MEX)                      | Gánster                   | 12           | 0            | 12                |
| 69    | Christian Ahlmann (GER)                    | Codex One                 | 12           | 3            | 15                |
| 70    | Aleksandr Onishenko (UKR)                  | Comte d'Arsouilles        | 16           | 2            | 18                |
| 71    | Reiko Takeda (JPN)                         | Ari                       | 20           | 2            | 22                |
| 72    | Lisen Fredricson (SWE)                     | Matrix                    | caída        | caída        | 42                |
| 72    | Elizabeth Madden (USA)                     | Via Voló                  | dos rechazos | dos rechazos | 42                |
| 72    | Carlos Motta Ribas (BRA)                   | Wilexo                    | dos rechazos | dos rechazos | 42                |
| 72    | Matt Williams (AUS)                        | Watch Me                  | dos rechazos | dos rechazos | 42                |

#### Ronda 2
El curso para la segunda Ronda fue de 550 m de longitud con un tiempo permitido de 1:28.
|       | Jinete                                     | Caballo                   | Penalidades                                | Penalidades                                | Ronda 1 Penalidades                        | Total Penalidades                          |
| Salto | Jinete                                     | Caballo                   | Tiempo                                     |                                            | Ronda 1 Penalidades                        | Total Penalidades                          |
| ----- | ------------------------------------------ | ------------------------- | ------------------------------------------ | ------------------------------------------ | ------------------------------------------ | ------------------------------------------ |
| 1     | Nick Skelton (GBR)                         | Big Star                  | 0                                          | 0                                          | 0                                          | 0                                          |
| 1     | HRH Prince Abdullah Al Saud (KSA)          | Davos                     | 0                                          | 0                                          | 0                                          | 0                                          |
| 1     | Ben Maher (GBR)                            | Tripple X                 | 0                                          | 0                                          | 0                                          | 0                                          |
| 1     | Edwina Tops-Alexander (AUS)                | Itot du Chateau           | 0                                          | 0                                          | 0                                          | 0                                          |
| 1     | Alberto Michan Halbinger (MEX)             | Rosalia la Silla          | 0                                          | 0                                          | 0                                          | 0                                          |
| 1     | Álvaro Alfonso de Miranda Neto (BRA)       | Rahmannshof's Bogen       | 0                                          | 0                                          | 0                                          | 0                                          |
| 1     | Maikel Van Der Vleuten (NED)               | Verdi                     | 0                                          | 0                                          | 0                                          | 0                                          |
| 1     | Paul Estermann (SUI)                       | Castlefield Eclipse       | 0                                          | 0                                          | 0                                          | 0                                          |
| 1     | Marc Houtzager (NED)                       | Tamino                    | 0                                          | 0                                          | 0                                          | 0                                          |
| 1     | Henrik von Eckermann (SWE)                 | Allerdings                | 0                                          | 0                                          | 0                                          | 0                                          |
| 1     | Richard Fellers (USA)                      | Flexible                  | 0                                          | 0                                          | 0                                          | 0                                          |
| 1     | Rolf-Göran Bengtsson (SWE)                 | Casall                    | 0                                          | 0                                          | 0                                          | 0                                          |
| 13    | Daniel Bluman (COL)                        | Sancha                    | 0                                          | 1                                          | 0                                          | 1                                          |
| 13    | Eric Lamaze (CAN)                          | Derly Chin de Muze        | 0                                          | 1                                          | 0                                          | 1                                          |
| 15    | Kamal Bahamdan (KSA)                       | Delphi                    | 0                                          | 1                                          | 1                                          | 2                                          |
| 15    | Ramzy Al Duhami (KSA)                      | Bayard van de Villa There | 0                                          | 0                                          | 2                                          | 2                                          |
| 17    | Taizo Sugitani (JPN)                       | Avenzio                   | 4                                          | 0                                          | 0                                          | 4                                          |
| 17    | Ian Millar (CAN)                           | Star Power                | 0                                          | 0                                          | 4                                          | 4                                          |
| 17    | McLain Ward (USA)                          | Antares                   | 4                                          | 0                                          | 0                                          | 4                                          |
| 17    | Steve Guerdat (SUI)                        | Nino des Buissonets       | 4                                          | 0                                          | 0                                          | 4                                          |
| 17    | Janne Friederike Meyer (GER)               | Lambrasco                 | 4                                          | 0                                          | 0                                          | 4                                          |
| 17    | Jose Roberto Reynoso Fernández Filho (BRA) | Maestro St Lois           | 4                                          | 0                                          | 0                                          | 4                                          |
| 17    | Kevin Staut (FRA)                          | Silvana                   | 4                                          | 0                                          | 0                                          | 4                                          |
| 17    | Werner Muff (SUI)                          | Kiamon                    | 4                                          | 0                                          | 0                                          | 4                                          |
| 17    | Gerco Schroder (NED)                       | London                    | 4                                          | 0                                          | 0                                          | 4                                          |
| 17    | Jos Lansink (BEL)                          | Valentina Van 't Heike    | 4                                          | 0                                          | 0                                          | 4                                          |
| 27    | Cassio Rivetti (UKR)                       | Temple Road               | 4                                          | 1                                          | 0                                          | 5                                          |
| 27    | Marcus Ehning (GER)                        | Plot Blue                 | 4                                          | 0                                          | 1                                          | 5                                          |
| 27    | Rodrigo Pessoa (BRA)                       | Rebozo                    | 4                                          | 0                                          | 1                                          | 5                                          |
| 30    | Simon Delestre (FRA)                       | Napoli du Ry              | 4                                          | 2                                          | 0                                          | 6                                          |
| 31    | Luciana Diniz (POR)                        | Lennox                    | 0                                          | 0                                          | 8                                          | 8                                          |
| 31    | José Maria Larocca (ARG)                   | Royal Power               | 4                                          | 0                                          | 4                                          | 8                                          |
| 31    | Cian O'Connor (IRL)                        | Blue Loyd 12              | 8                                          | 0                                          | 0                                          | 8                                          |
| 31    | Nicolas Pizarro (MEX)                      | Crossing Jordan           | 4                                          | 0                                          | 4                                          | 8                                          |
| 31    | James Paterson-Robinson (AUS)              | Lanosso                   | 4                                          | 0                                          | 4                                          | 8                                          |
| 31    | Julia Hargreaves (AUS)                     | Vedor                     | 8                                          | 0                                          | 0                                          | 8                                          |
| 31    | Bjorn Nagel (UKR)                          | Niack de l'Abbaye         | 4                                          | 0                                          | 4                                          | 8                                          |
| 31    | Scott Brash (GBR)                          | Hello Sanctos             | 4                                          | 0                                          | 4                                          | 8                                          |
| 31    | Jur Vrieling (NED)                         | Bubalu                    | 8                                          | 0                                          | 0                                          | 8                                          |
| 31    | Jens Fredricson (SWE)                      | Lunatic                   | 8                                          | 0                                          | 0                                          | 8                                          |
| 31    | Philippe Le Jeune (BEL)                    | Vigo d'Arsouilles         | 8                                          | 0                                          | 0                                          | 8                                          |
| 31    | Gregory Wathelet (BEL)                     | Cadjanne Z                | 4                                          | 0                                          | 4                                          | 8                                          |
| 31    | Meredith Michaels-Beerbaum (GER)           | Bella Donna               | 8                                          | 0                                          | 0                                          | 8                                          |
| 31    | Dirk Demeersman (BEL)                      | Bufero van Het Panishof   | 8                                          | 0                                          | 0                                          | 8                                          |
| 31    | Olivier Guillon (FRA)                      | Lord de Theize            | 4                                          | 0                                          | 4                                          | 8                                          |
| 31    | Pius Schwizer (SUI)                        | Carlina IV                | 0                                          | 0                                          | 8                                          | 8                                          |
| 47    | Jillian Terceira (BER)                     | Bernadien van Westuur     | 8                                          | 0                                          | 1                                          | 9                                          |
| 47    | Jill Henselwood (CAN)                      | George                    | 4                                          | 0                                          | 5                                          | 9                                          |
| 47    | Penelope Leprevost (FRA)                   | Mylord Carthago           | 8                                          | 0                                          | 1                                          | 9                                          |
| 47    | Reed Kessler (USA)                         | Cylana                    | 8                                          | 0                                          | 1                                          | 9                                          |
| 51    | Karim El Zoghby (EGY)                      | Wervel Wind               | 4                                          | 1                                          | 5                                          | 10                                         |
| 51    | Abdullah Waleed Sharbatly (KSA)            | Sultan                    | 4                                          | 0                                          | 6                                          | 10                                         |
| 53    | Rodrigo Diaz (COL)                         | Royal Vinckenburg         | 8                                          | 2                                          | 1                                          | 11                                         |
| 53    | Tomas Couve Correa (CHI)                   | Underwraps                | 4                                          | 1                                          | 6                                          | 11                                         |
| 53    | Federico Fernández (MEX)                   | Victoria                  | 4                                          | 2                                          | 5                                          | 11                                         |
| 56    | Billy Twomey (IRL)                         | Tinka's Serenade          | 8                                          | 0                                          | 4                                          | 12                                         |
| 56    | Carlos Milthaler (CHI)                     | Hyo Altanero              | 8                                          | 0                                          | 4                                          | 12                                         |
| 58    | Katharina Offel (UKR)                      | Vivant                    | 12                                         | 0                                          | 4                                          | 16                                         |
| 59    | Samuel Parot (CHI)                         | Al Calypso                | 8                                          | 1                                          | 8                                          | 17                                         |
| 60    | Jamal Rahimov (AZE)                        | Warrior                   | 12                                         | 1                                          | 5                                          | 18                                         |
| 61    | Rodrigo Carrasco (CHI)                     | Or de la Charboniere      | 16                                         | 1                                          | 5                                          | 22                                         |
| 62    | Ahmad Saber Hamcho (SYR)                   | Wonderboy                 | 28                                         | 1                                          | 1                                          | 30                                         |
| -     | Tiffany Foster (CAN)                       | Victor                    | DSQ (no participó debido a que fue herido) | DSQ (no participó debido a que fue herido) | DSQ (no participó debido a que fue herido) | DSQ (no participó debido a que fue herido) |

#### Ronda 3
El curso para la tercera Ronda fue de 550 metros de longitud (con 13 vallas) con un tiempo permitido de 1:28.
|       | Jinete                                     | Caballo                   | Penalidades          | Penalidades          | Ronda 1+2 Penalidades | Total Penalidades    |
| Salto | Jinete                                     | Caballo                   | Tiempo               |                      | Ronda 1+2 Penalidades | Total Penalidades    |
| ----- | ------------------------------------------ | ------------------------- | -------------------- | -------------------- | --------------------- | -------------------- |
| 1     | Nick Skelton (GBR)                         | Big Star                  | 0                    | 0                    | 0                     | 0                    |
| 1     | Maikel Van Der Vleuten (NED)               | Verdi                     | 0                    | 0                    | 0                     | 0                    |
| 1     | Marc Houtzager (NED)                       | Tamino                    | 0                    | 0                    | 0                     | 0                    |
| 4     | Edwina Tops-Alexander (AUS)                | Itot du Chateau           | 4                    | 0                    | 0                     | 4                    |
| 4     | HRH Prince Abdullah Al Saud (KSA)          | Davos                     | 4                    | 0                    | 0                     | 4                    |
| 4     | Ben Maher (GBR)                            | Tripple X                 | 4                    | 0                    | 0                     | 4                    |
| 7     | Marcus Ehning (GER)                        | Plot Blue                 | 0                    | 0                    | 5                     | 5                    |
| 7     | Daniel Bluman (COL)                        | Sancha                    | 4                    | 0                    | 1                     | 5                    |
| 9     | Ramzy Al Duhami (KSA)                      | Bayard van de Villa There | 4                    | 0                    | 2                     | 6                    |
| 10    | Kamal Bahamdan (KSA)                       | Delphi                    | 5                    | 1                    | 2                     | 7                    |
| 11    | Kevin Staut (FRA)                          | Silvana                   | 4                    | 0                    | 4                     | 8                    |
| 11    | Jos Lansink (BEL)                          | Valentina Van 't Heike    | 4                    | 0                    | 4                     | 8                    |
| 11    | Álvaro Alfonso de Miranda Neto (BRA)       | Rahmannshof's Bogen       | 8                    | 0                    | 0                     | 8                    |
| 11    | Steve Guerdat (SUI)                        | Nino des Buissonets       | 4                    | 0                    | 4                     | 8                    |
| 11    | Paul Estermann (SUI)                       | Castlefield Eclipse       | 8                    | 0                    | 0                     | 8                    |
| 11    | Scott Brash (GBR)                          | Hello Sanctos             | 0                    | 0                    | 8                     | 8                    |
| 11    | Richard Fellers (USA)                      | Flexible                  | 8                    | 0                    | 0                     | 8                    |
| 11    | Ian Millar (CAN)                           | Star Power                | 4                    | 0                    | 4                     | 8                    |
| 11    | Gerco Schroder (NED)                       | London                    | 4                    | 0                    | 4                     | 8                    |
| 11    | Rolf-Göran Bengtsson (SWE)                 | Casall                    | 8                    | 0                    | 0                     | 8                    |
| 11    | Pius Schwizer (SUI)                        | Carlina IV                | 0                    | 0                    | 8                     | 8                    |
| 22    | Meredith Michaels-Beerbaum (GER)           | Bella Donna               | 0                    | 1                    | 8                     | 9                    |
| 22    | Alberto Michan Halbinger (MEX)             | Rosalia la Silla          | 8                    | 1                    | 0                     | 9                    |
| 22    | Eric Lamaze (CAN)                          | Derly Chin de Muze        | 8                    | 0                    | 1                     | 9                    |
| 25    | Rodrigo Pessoa (BRA)                       | Rebozo                    | 4                    | 1                    | 5                     | 10                   |
| 26    | Luciana Diniz (POR)                        | Lennox                    | 4                    | 0                    | 8                     | 12                   |
| 26    | Gregory Wathelet (BEL)                     | Cadjanne Z                | 4                    | 0                    | 8                     | 12                   |
| 26    | Taizo Sugitani (JPN)                       | Avenzio                   | 8                    | 0                    | 4                     | 12                   |
| 26    | McLain Ward (USA)                          | Antares                   | 8                    | 0                    | 4                     | 12                   |
| 26    | Jens Fredricson (SWE)                      | Lunatic                   | 4                    | 0                    | 8                     | 12                   |
| 31    | Julia Hargreaves (AUS)                     | Vedor                     | 4                    | 1                    | 8                     | 13                   |
| 32    | Simon Delestre (FRA)                       | Napoli du Ry              | 8                    | 0                    | 6                     | 14                   |
| 33    | Olivier Guillon (FRA)                      | Lord de Theize            | 8                    | 0                    | 8                     | 16                   |
| 33    | Henrik von Eckermann (SWE)                 | Allerdings                | 16                   | 0                    | 0                     | 16                   |
| 33    | Werner Muff (SUI)*                         | Kiamon                    | 12                   | 0                    | 4                     | 16                   |
| 33    | Jur Vrieling (NED)*                        | Bubalu                    | 8                    | 0                    | 8                     | 16                   |
| 35    | Cassio Rivetti (UKR)                       | Temple Road               | 12                   | 0                    | 5                     | 17                   |
| 36    | José Maria Larocca (ARG)                   | Royal Power               | 12                   | 0                    | 8                     | 20                   |
| 36    | Cian O'Connor (IRL)                        | Blue Loyd 12              | 12                   | 0                    | 8                     | 20                   |
| 36    | Dirk Demeersman (BEL)                      | Bufero van Het Panishof   | 12                   | 0                    | 8                     | 20                   |
| 39    | James Paterson-Robinson (AUS)              | Lanosso                   | 12                   | 1                    | 8                     | 21                   |
| 39    | Bjorn Nagel (UKR)                          | Niack de l'Abbaye         | 12                   | 1                    | 8                     | 21                   |
| 39    | Janne Friederike Meyer (GER)               | Lambrasco                 | 16                   | 1                    | 4                     | 21                   |
| 42    | Nicolas Pizarro (MEX)                      | Crossing Jordan           | 20                   | 0                    | 8                     | 28                   |
| 43    | Jose Roberto Reynoso Fernández Filho (BRA) | Maestro St Lois           | 46                   | 0                    | 4                     | 50                   |
| -     | Philippe Le Jeune (BEL)                    | Vigo d'Arsouilles         | DNS (caballo herido) | DNS (caballo herido) | DNS (caballo herido)  | DNS (caballo herido) |

* Un máximo de tres jinetes de un mismo país pueden avanzar a la final individual. Por lo tanto, Werner Muff y Jur Vrieling no avanzaron, tanto como Suiza y los Países Bajos tenían tres jinetes con menos puntos de penalización.

### Ronda final

#### Ronda A
|       | Jinete                               | Caballo                   | Penalidades | Penalidades | Total Penalidades |
| Salto | Jinete                               | Caballo                   | Tiempo      |             | Total Penalidades |
| ----- | ------------------------------------ | ------------------------- | ----------- | ----------- | ----------------- |
| 1     | Cian O'Connor (IRL)                  | Blue Loyd 12              | 0           | 0           | 0                 |
| 1     | Olivier Guillon (FRA)                | Lord de Theize            | 0           | 0           | 0                 |
| 1     | Steve Guerdat (SUI)                  | Nino des Buissonnets      | 0           | 0           | 0                 |
| 1     | Scott Brash (GBR)                    | Hello Sanctos             | 0           | 0           | 0                 |
| 1     | Marcus Ehning (GER)                  | Plot Blue                 | 0           | 0           | 0                 |
| 1     | Nick Skelton (GBR)                   | Big Star                  | 0           | 0           | 0                 |
| 7     | Luciana Diniz (POR)                  | Lennox                    | 0           | 1           | 1                 |
| 7     | Gerco Schroder (NED)                 | London                    | 0           | 1           | 1                 |
| 7     | Pius Schwizer (SUI)                  | Carlina IV                | 0           | 1           | 1                 |
| 7     | Kamal Bahamdan (KSA)                 | Nobless des Tess          | 0           | 1           | 1                 |
| 11    | Simon Delestre (FRA)                 | Napoli du Ry              | 4           | 0           | 4                 |
| 11    | Rodrigo Pessoa (BRA)                 | Rebozo                    | 4           | 0           | 4                 |
| 11    | Alberto Michan (MEX)                 | Rosalia la Silla          | 4           | 0           | 4                 |
| 11    | Álvaro Affonso de Miranda Neto (BRA) | Rahmannshof's Bogeno      | 4           | 0           | 4                 |
| 11    | Ian Millar (CAN)                     | Star Power                | 4           | 0           | 4                 |
| 11    | Daniel Bluman (COL)                  | Sancha                    | 4           | 0           | 4                 |
| 11    | Edwina Tops-Alexander (AUS)          | Itot du Chateau           | 4           | 0           | 4                 |
| 11    | Ben Maher (GBR)                      | Tripple X                 | 4           | 0           | 4                 |
| 11    | Marc Houtzager (NED)                 | Tamino                    | 4           | 0           | 4                 |
| 20    | Cassio Rivetti (UKR)                 | Temple Road               | 4           | 1           | 5                 |
| 20    | Paul Estermann (SUI)                 | Castlefield Eclipse       | 4           | 1           | 5                 |
| 20    | Richard Fellers (USA)                | Flexible                  | 4           | 1           | 5                 |
| 23    | Henrik von Eckermann (SWE)           | Allerdings                | 8           | 0           | 8                 |
| 23    | Meredith Michaels-Beerbaum (GER)     | Bella Donna               | 8           | 0           | 8                 |
| 23    | Jos Lansink (BEL)                    | Valentina Van 't Heike    | 8           | 0           | 8                 |
| 26    | Dirk Demeersman (BEL)                | Bufero van Het Penishof   | 8           | 1           | 9                 |
| 26    | Jens Fredricson (SWE)                | Lunatic                   | 8           | 1           | 9                 |
| 26    | HRH Prince Abdullah Al Saud (KSA)    | Davos                     | 8           | 1           | 9                 |
| 29    | Gregory Wathelet (BEL)               | Cadjanine Z               | 12          | 0           | 12                |
| 29    | McLain Ward (USA)                    | Antares                   | 12          | 0           | 12                |
| 29    | Eric Lamaze (CAN)                    | Derly Chin de Muze        | 12          | 0           | 12                |
| 29    | Ramzy Al Duhami (KSA)                | Bayard van de Villa There | 12          | 0           | 12                |
| 33    | Taizo Sugitani (JPN)                 | Avenzio                   | 12          | 2           | 14                |
| 34    | Kevin Staut (FRA)                    | Silvana                   | 16          | 0           | 16                |
| 35    | Julia Hargreaves (AUS)               | Vedor                     | 16          | 1           | 17                |
| 36    | José Maria Larocca (ARG)             | Royal Power               | 20          | 0           | 20                |
| —     | Maikel van der Vleuten (NED)         | Verdi                     | RT          | RT          | RT                |

#### Ronda B
|                | Jinete                               | Caballo              | Penalidades | Penalidades | Ronda A Penalidades | Total Penalidades |
| Salto          | Jinete                               | Caballo              | Tiempo      |             | Ronda A Penalidades | Total Penalidades |
| -------------- | ------------------------------------ | -------------------- | ----------- | ----------- | ------------------- | ----------------- |
| Medalla de oro | Steve Guerdat (SUI)                  | Nino des Buissonnets | 0           | 0           | 0                   | 0                 |
| 2              | Gerco Schroder (NED)                 | London               | 0           | 0           | 1                   | 1                 |
| 2              | Cian O'Connor (IRL)                  | Blue Loyd 12         | 0           | 1           | 0                   | 1                 |
| 4              | Kamal Bahamdan (KSA)                 | Noblesse des Tess    | 0           | 1           | 1                   | 2                 |
| 5              | Alberto Michan (MEX)                 | Rosalia la Silla     | 0           | 0           | 4                   | 4                 |
| 5              | Scott Brash (GBR)                    | Hello Sanctos        | 4           | 0           | 0                   | 4                 |
| 5              | Nick Skelton (GBR)                   | Big Star             | 4           | 0           | 0                   | 4                 |
| 8              | Richard Fellers (USA)                | Flexible             | 0           | 0           | 5                   | 5                 |
| 9              | Ian Millar (CAN)                     | Star Power           | 4           | 0           | 4                   | 8                 |
| 9              | Ben Maher (GBR)                      | Tripple X            | 4           | 0           | 4                   | 8                 |
| 9              | Marc Houtzager (NED)                 | Tamino               | 4           | 0           | 4                   | 8                 |
| 12             | Cassio Rivetti (UKR)                 | Temple Road          | 4           | 0           | 5                   | 9                 |
| 12             | Álvaro Affonso de Miranda Neto (BRA) | Rahmannshof's Bogeno | 4           | 1           | 4                   | 9                 |
| 12             | Pius Schwizer (SUI)                  | Carlina IV           | 8           | 0           | 1                   | 9                 |
| 12             | Olivier Guillon (FRA)                | Lord de Theize       | 8           | 1           | 0                   | 9                 |
| 12             | Marcus Ehning (GER)                  | Plot Blue            | 8           | 1           | 0                   | 9                 |
| 17             | Paul Estermann (SUI)                 | Castlefield Eclipse  | 4           | 1           | 5                   | 10                |
| 17             | Luciana Diniz (POR)                  | Lennox               | 8           | 1           | 1                   | 10                |
| 19             | Simon Delestre (FRA)                 | Napoli du Ry         | 8           | 0           | 4                   | 12                |
| 20             | Daniel Bluman (COL)                  | Sancha               | 8           | 1           | 4                   | 13                |
| 20             | Edwina Tops-Alexander (AUS)          | Itot du Chateau      | 8           | 1           | 4                   | 13                |
| 22             | Rodrigo Pessoa (BRA)                 | Rebozo               | 12          | 1           | 4                   | 17                |

##### Medalla de plata
|                   | Jinete               | Caballo      | Penalidades | Tiempo (s) |
| ----------------- | -------------------- | ------------ | ----------- | ---------- |
| Medalla de plata  | Gerco Schroder (NED) | London       | 0           | 49.79      |
| Medalla de bronce | Cian O'Connor (IRL)  | Blue Loyd 12 | 4           | 46.64      |